# Чинета
Чинета́ — село в Краснощёковском районе Алтайского края. Административный центр Чинетинского сельсовета.

## История
Основано в 1699 г. В 1928 г. состояло из 303 хозяйств, основное население — русские. В административном отношении являлось центром Чинетинского сельсовета Колыванского района Рубцовского округа Сибирского края..

## Население
| 1926 | 1997 | 1998 | 1999 | 2000 | 2001 |
| ---- | ---- | ---- | ---- | ---- | ---- |
| 1528 | ↘942 | ↘920 | ↘917 | ↘905 | ↘866 |
| 2002 | 2003 | 2004 | 2005 | 2006 | 2007 |
| ↘836 | ↘833 | ↘794 | ↘770 | ↘720 | ↘696 |
| 2008 | 2009 | 2010 | 2011 | 2012 | 2013 |
| ↘662 | ↘557 | ↘546 | ↘542 | ↘531 | ↘524 |

## Люди, связанные с селом
- В. П. Хандрыкин — российский художник.